# Ricania episcopus
Ricania episcopus är en insektsart som först beskrevs av Walker 1858.  Ricania episcopus ingår i släktet Ricania och familjen Ricaniidae. Inga underarter finns listade i Catalogue of Life.